# نویهوف (نیدرزاکسن)
نویهوف (به آلمانی: Neuhof) یک شهر در آلمان است که در Lamspringe واقع شده‌است. نویهوف ۴۳۷ نفر جمعیت دارد.